# Фрібур (кантон)

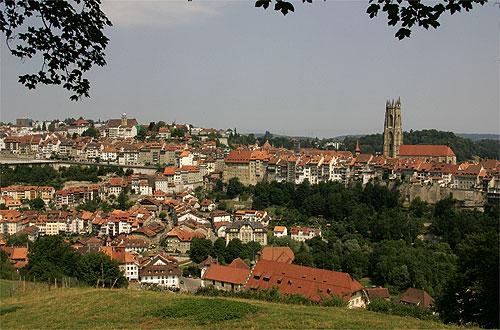
Фрібур

Фрібу́р (фр. Fribourg), рідше Фра́йбург (нім. Freiburg) — двомовний кантон на заході Швейцарії. Адміністративний центр — Фрібур.